# Genyochromis mento
Genyochromis mento är en fiskart som beskrevs av Trewavas, 1935. Genyochromis mento ingår i släktet Genyochromis och familjen Cichlidae. IUCN kategoriserar arten globalt som livskraftig. Inga underarter finns listade i Catalogue of Life.